# Bicyclus suffusa
Bicyclus suffusa är en fjärilsart som beskrevs av Riley 1921. Bicyclus suffusa ingår i släktet Bicyclus och familjen praktfjärilar. Inga underarter finns listade i Catalogue of Life.